# Пімліко

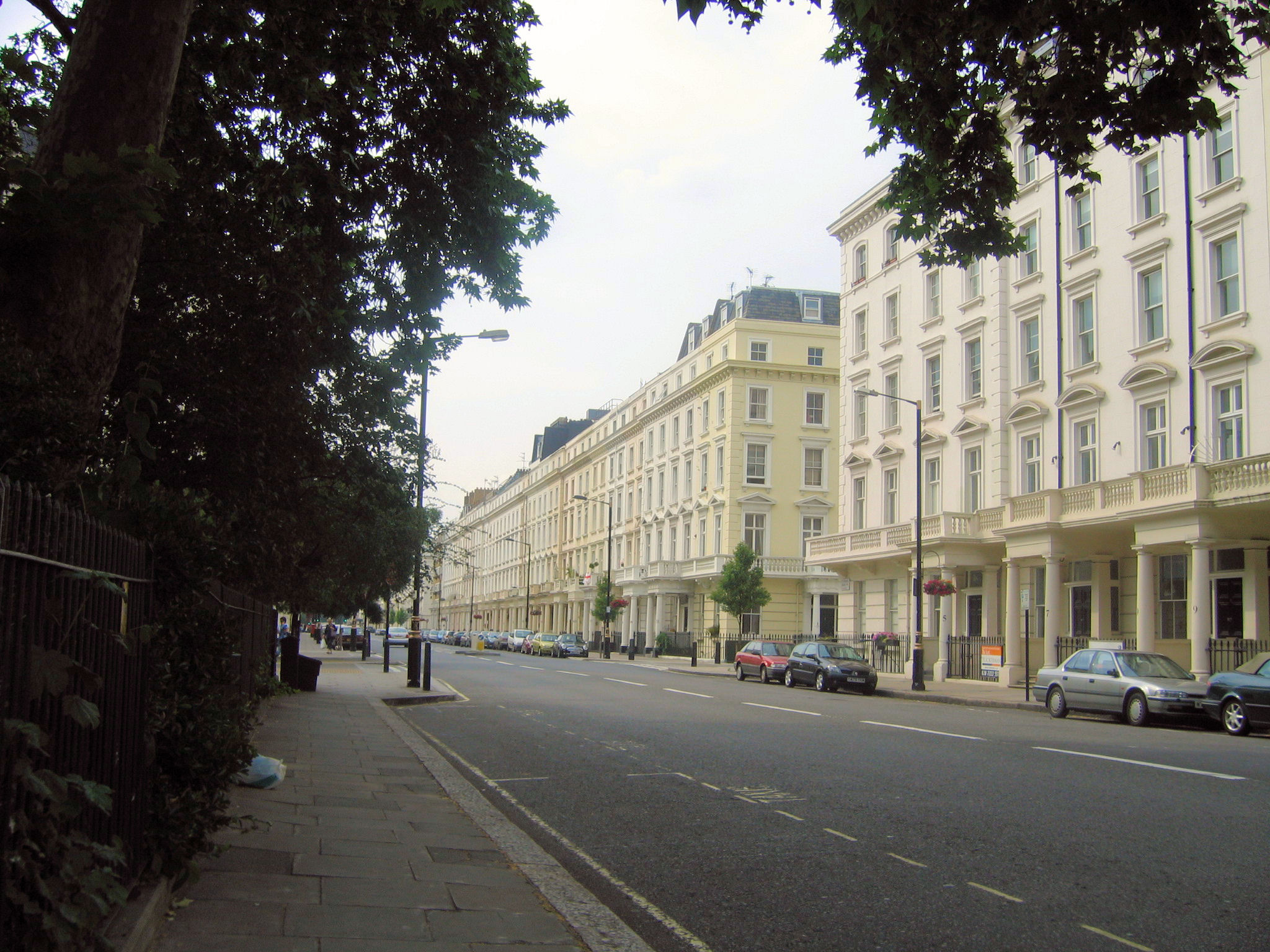
Белґрейв-роуд

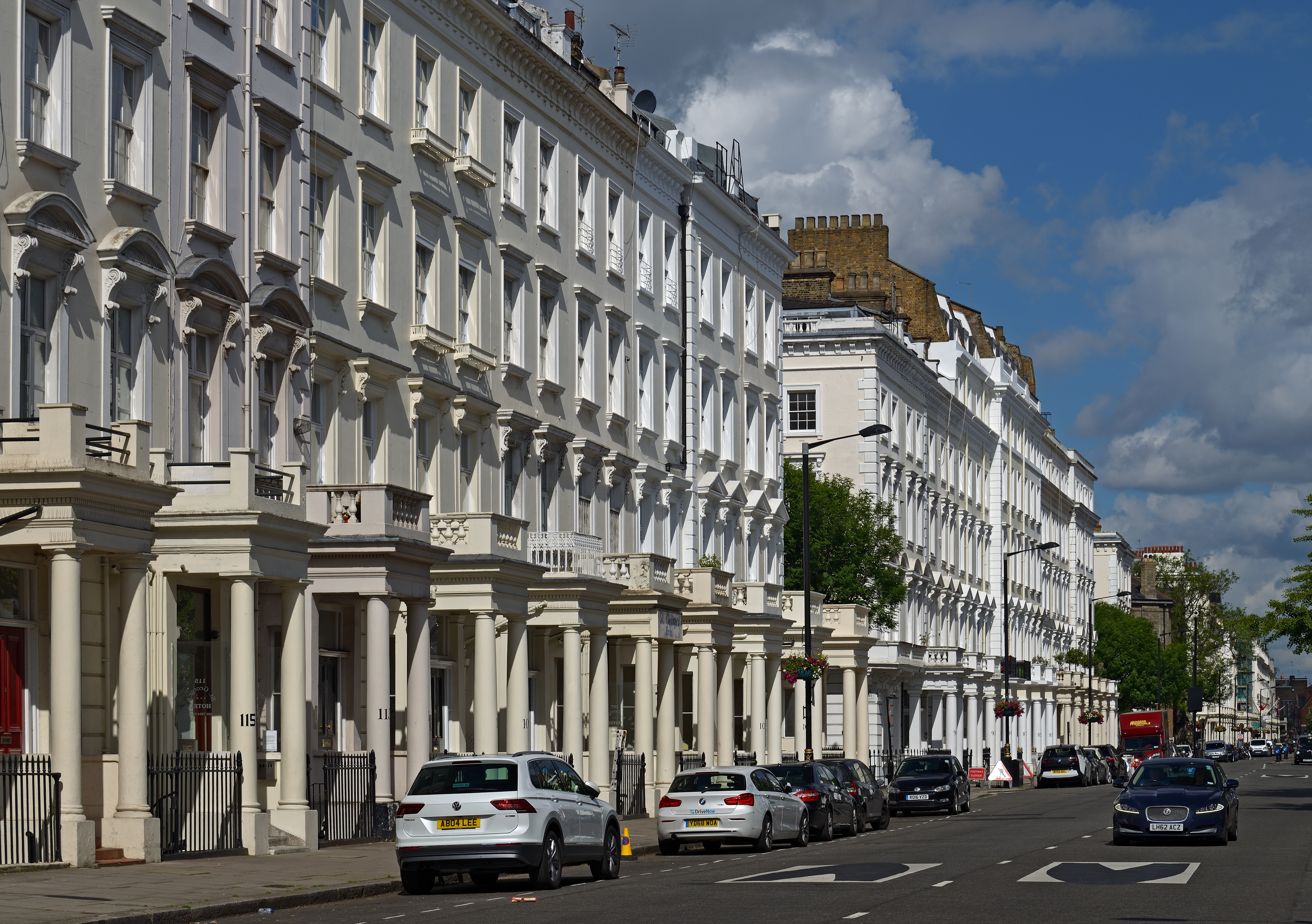
Сент-Джоржес драйв

Пімліко (англ. Pimlico, [ˈpɪmlɨkoʊ]) — невеликий район у центрі Лондона, в боро Вестмінстер. Межує на півночі з Белгравією (вокзалом Вікторія), обмежений Темзою на півдні, Воксголл-Бридж-роуд на сході та каналом Ґросвенор на заході. Пімліко вважають одним із найфешенебельніших і найдорожчих районів Лондона, нарівні з Белгравією та Челсі.
Будівництво району Пімліко почав Томас К'юбітт за наказом герцога Вестмінстера 1825 року внаслідок зростання попиту на нерухомість у Вест-Енді. Роботи почалися з будівництва каналізації та підвищення рівня землі на випадок повені. Коли 1855 року Томас К'юбітт помер, головну вулицю вже було спроєктовано і збудовано половину будинків. На 1875 рік усі будинки було добудовано відповідно до початкового проєкту К'юбітта.
1877 року газети описували Пімліко як «шляхетний район, присвячений справжнім чоловікам… які не настільки багаті, щоб поніжитися у власному будинку в Белгравії, але достатньо багаті, щоб жити у приватних будинках». У цьому кварталі жив протягом багатьох років Вінстон Черчилль, а також працювала принцеса Діана.